# V.v. Oosterhoek
De Voetbalvereniging Oosterhoek is een op 1 augustus 1952 opgerichte amateurvoetbalvereniging uit Delfzijl in de gemeente Eemsdelta in de Nederland provincie Groningen. Sinds juli 2013 kent de vereniging enkel nog de zaalvoetbalafdeling.

## Algemeen
Oosterhoek is het gebied dat vroeger bestond uit de dorpen Heveskes, Oterdum en Weiwerd. Toen die moesten verdwijnen (Weiwerd bestaat nu nog uit een paar huizen) vanwege de verwachte komst van het industriegebied Oosterhorn, vond de plaatselijke voetbalclub v.v. Oosterhoek in 1982 een nieuw onderkomen in Tuikwerd bij Delfzijl.

## Geschiedenis
De voetbalvereniging Oosterhoek is de opvolger van de VV Heveskes (opgericht omstreeks 1932) dat bestond uit spelers uit Heveskes, Oterdum en Weiwerd. Deze vereniging bestond tot 1941, het jaar dat de club door de Duitsers gedwongen werd te stoppen. In deze periode speelde de club met twee teams in de derde klasse van de GVB (Groningsche Voetbal Bond) met als regionale tegenstanders (lagere)teams van VV Appingedam, VV Farmsum, SC Loppersum, VV Meedhuizen, VV Siddeburen, VV WEO, VV 't Zandt en onder meer de toenmalige clubs ADC, ATS, Corintha, Delfzijl, DGV, Opwierde, REO, Ten Post, Tsjuchem, Wagenborgen en Woldjer Boys.
Nadat het voetbal na de oorlog hervat werd, werd er onder eigen naam en in eigen tenues onder auspiciën van VV Neptunia gespeeld. Deze samenwerking hield tot 1952 stand. Vanaf 1 augustus 1952 ging de vereniging zelfstandig verder onder de huidige naam. Na afloop van het seizoen 2012/13 werd de veldvoetbalafdeling opgeheven bij gebrek aan spelers.
Het standaardelftal van VV Oosterhoek speelde zeven seizoenen in de derde klasse, het hoogste niveau dat de club behaalde. Het betrof de perioden 1980/81-1984/85 en 1987/88-1988/89 en beide keren promoveerde Oosterhoek middels het kampioenschap in de vierde klasse. In het laatste seizoen, 2012/13, werd met twee seniorenelftallen in competitieverband deelgenomen. Het standaardelftal speelde dit seizoen in de vijfde klasse zondag van het KNVB-district Noord.
De jeugdelftallen van vv Oosterhoek waren in het seizoen 2010/11 samengegaan met de jeugdelftallen van VV Farmsum onder de naam "Jeugd Farmsum Oosterhoek" (JFO), ook in het seizoen 2011/12 werd onder deze naam samengewerkt. In het daarop volgende seizoen kwamen de jeugdelftallen alweer onder de naam van vv Farmsum uit.
De accommodatie waar vv Oosterhoek speelde was Sportpark Tuikwerd II nabij de wijk Tuikwerd en is sindsdien in gebruik door de hockeyclub Eemsmond en de rugbyclub Phoenix gebruikt.

## Erelijst
1976/77 - kampioen 1e klasse GVB (na beslissingswedstrijd tegen VV Pekelder Boys)
1979/80 - kampioen 4e klasse (na beslissingswedstrijd tegen VV Harkstede)
1986/87 - kampioen 4e klasse

## Competitieresultaten 1954–2013
| 2 4H |

| 4 4H |

| 5 4G |

| 3 4H |

| 10 4H |

|  |

|  |

| 7 1B |

| 9 1B |

|  |

|  |

| 12 1B |

|  |

|  |

| 1 1B |

| 4 4D |

| 5 4D |

| 2 4D |

| 4 3D |

| 3 3D |

| 10 3D |

| 4 3D |

| 11 3D |

| 4 4F |

| 1 4F |

| 7 3D |

| 12 3D |

| 9 4F |

| 6 4F |

| 10 4F |

| 10 4F |

| 12 4F |

| 11 1B |

| ? 1B |

| 5 6D |

| 12 6D |

| 8 6D |

| 4 6D |

| 2 6D |

| 10 5D |

| 10 5D |

| 12 5D |

| 3 6C |

| 5 6C |

| 3 6C |

| 2 6C |

| 6 5E |

| 11 5D |

| 9 5F |

| 7 5F |

| 9 5F |

| Derde klasse | Vierde klasse | Vijfde klasse | Zesde klasse | Eerste klasse GVB |

In elke staaf van de grafiek staat van boven naar beneden vermeld: 
- Eindnotering

Dit is de positie die de club heeft bereikt in de competitie, zonder eventuele beslissings-, play-off- of nacompetitiewedstrijden die nodig zijn geweest om bijvoorbeeld de kampioen van de competitie te bepalen.
Indien een * achter het getal staat is de notering een tussenstand en kan het zijn dat de notering niet overeenkomt met de uiteindelijke eindstand van de competitie.
Staat er een - dan is het seizoen nog bezig en is er geen definitieve uitslag bekend.
Staat er xx op de positie van de notering, dan heeft de club vroegtijdig de competitie verlaten. Dit kan onder andere komen door terugtrekking van het team, faillissement van de club of door een uitgedeelde straf van de KNVB. In veel gevallen staat elders in het artikel de reden vermeld.
Staat er een ? dan is het resultaat uit het verleden onbekend, en is alleen de competitie of het niveau bekend van dat seizoen.
In de seizoenen 2019/20 en 2020/21 werd wegens de coronacrisis het amateurvoetbal afgebroken. Daardoor kennen deze staven geen eindklassering (middels -- weergegeven).
- Competitieniveau en afdelingsletter of Officiële eindstand Eredivisie
  - Competitieniveau en afdelingsletter

Hierbij geeft het getal het niveau weer, dat ook terug te vinden is in de legenda. De letter is de afdelingsaanduiding en wordt gebruikt wanneer er meer afdelingen zijn op hetzelfde niveau. De afdelingsletter is altijd een hoofdletter en wordt meestal zonder nummer gebruikt.
Voorbeeld: 2F is niveau 2e klasse competitie F.
Het competitieniveau en nummer wordt niet vermeld wanneer er slechts één competitie van dit niveau was.
  - Officiële eindstand Eredivisie (getal staat tussen haakjes vermeld)

Sinds de introductie van play-offwedstrijden voor Europees voetbal na afloop van de reguliere competitie in 2005/06, is de KNVB verplicht een eindstand van de Eredivisie door te geven aan de UEFA aan de hand van deze play-offwedstrijden.
Bij deze eindstand staan clubs die zich hebben gekwalificeerd voor Europees voetbal hoger dan clubs die zich niet wisten te kwalificeren. Indien er geen verschil was tussen de eindnotering en de officiële eindstand, staat dit getal niet vermeld.

- Onderafdeling

Hier staat afgekort de naam van de onderafdeling indien de club in dat jaar in een onderafdeling uitkwam. Tevens staat deze afkorting in de legenda en wordt gelinkt naar het artikel over deze onderafdeling. Deze afkorting wordt alleen vermeld wanneer de club in het verleden in verschillende onderafdelingen heeft gespeeld. Deze vermelding is in de staaf altijd in kleine letters. Deze onderafdelingen zijn na het seizoen 1995/96 afgeschaft. Heeft de club in slechts één onderafdeling gespeeld, dan is dit alleen terug te vinden in de legenda.
Onder de staaf staat het jaartal vermeld waarin het seizoen is afgesloten. 15 verwijst naar het seizoen 2014/15 of eventueel het seizoen 1914/15.
Wanneer een staaf leeg is, zijn deze gegevens niet bekend. Het kan ook zijn dat de club dat seizoen niet heeft meegespeeld op het hogere amateurniveau, vroegtijdig de competitie heeft verlaten of uit de competitie is gezet.

In het seizoen 1944/45 was er wegens de Tweede Wereldoorlog geen regulier competitievoetbal.
DVC Appingedam · NEC Delfzijl · VV Farmsum · VV De Fivel · VV Godlinze · VV Holwierde · VV Meedhuizen · SC Loppersum · VV Middelstum · VV Oosterhoek · VV Poolster · VV Stedum · VV Wagenborger Boys · VV WEO

Voormalige: VV Appingedam · Eems Boys · VV Neptunia · VV De Pelikanen · VV Wagenborgen · VV 't Zandt